# Dontarrious Thomas
Dontarrious Dewayne Thomas (2 de septiembre de 1980 en Perry, Georgia) es un jugador profesional de fútbol americano juega la posición de linebacker para Sacramento Mountain Lions en la United Football League. Fue seleccionado por Minnesota Vikings en la segunda ronda del Draft de la NFL de 2004. De colegial jugó en Auburn.
También participó con San Francisco 49ers y San Diego Chargers en la NFL, California Redwoods en la UFL.

## Estadísticas UFL
|           |        | Defensa | Defensa | Defensa | Defensa | Defensa | Defensa | Intercepciones | Intercepciones | Intercepciones | Intercepciones | Intercepciones |
| Temporada | Equipo | Tkl     | Ast     | Tot     | Sck     | Yds     | FF      | N.º            | Yds            | Avg            | TD             | Lg             |
| 2009      | CAR    | 19      | 33      | 35.5    | 0.0     | 0       | 0       |                |                |                |                |                |
| 2010      | SML    | 28      | 9       | 32.5    | 1.0     | 3       | 0       | 1              | 1              | 1.0            | 0              | 1              |
|           |        | 47      | 42      | 68.0    | 1.0     | 3       | 0       | 1              | 1              | 1.0            | 0              | 1              |